# Zalmoxista australis
Genre
Espèce
Synonymes
- Phalangodes australis Sørensen, 1886

Zalmoxista australis, unique représentant du genre Zalmoxista, est une espèce d'opilions laniatores de la famille des Samoidae.

## Distribution
Cette espèce est endémique du Queensland en Australie. Elle se rencontre vers Rockhampton.

## Description
Le mâle holotype mesure 2 mm.

## Systématique et taxinomie
Cette espèce a été décrite sous le protonyme Phalangodes australis par Sørensen en 1886. Elle est placée dans le genre Zalmoxista par Roewer en 1949.

## Publications originales
- Sørensen, 1886 : « Opiliones. » Die Arachniden Australiens nach der Natur beschrieben und abgebildet, p. 53–86.
- Roewer, 1949 : « Einige neue Gattungen der Phalangodidae (Opiliones). » Veröffentlichungen aus dem Überseemuseum Bremen, vol. 1, p. 143–144.